# Сонгавацо
Сонгава̀цо (на италиански: Songavazzo; на ломбардски: Songaàss, Сонгаас) е село и община в Северна Италия, провинция Бергамо, регион Ломбардия. Разположено е на 640 m надморска височина. Населението на общината е 719 души (към 2017 г.).